# Christoph Mendel von Steinfels

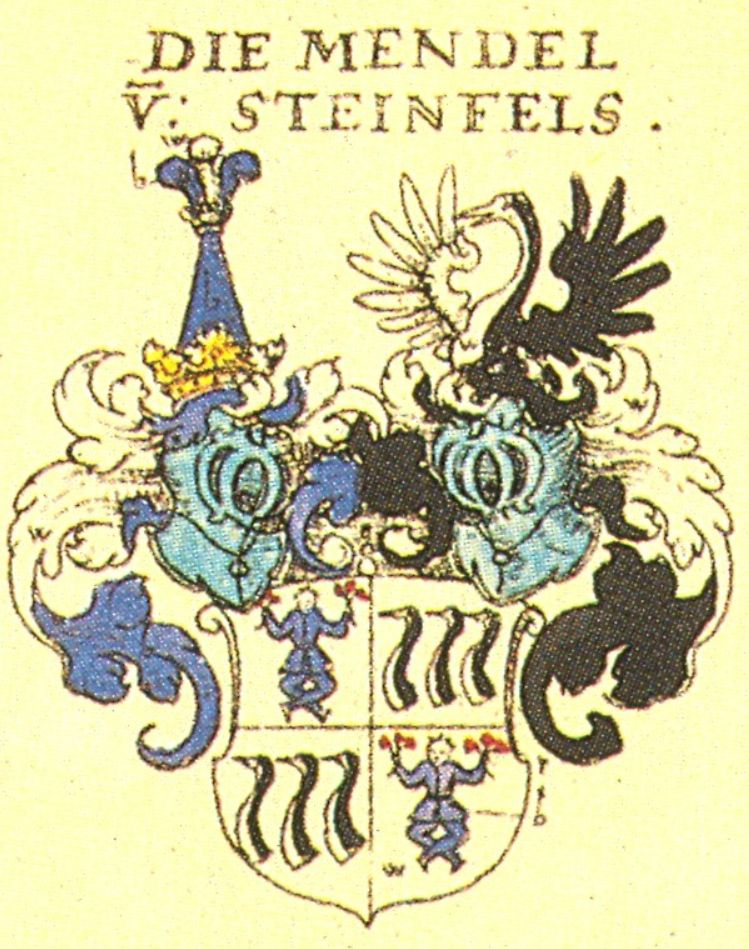
Wappen der Mendel von Steinfels nach Joh. Siebmacher 1605

Christoph Mendel von Steinfels (* in Steinfels, Gefürstete Grafschaft Störnstein; † 4. Mai 1508) war ein Rechtsgelehrter und erster Rektor der Universität Ingolstadt. 1502–1508 war er Bischof von Chiemsee.

## Leben
Christoph Mendel von Steinfels entstammte einer oberpfälzischen Familie, die sich nach ihrem Stammsitz zusätzlich von Steinfels benannte und 1454 von Kaiser Friedrich geadelt wurde. Christophs Vater Erhard Mendel von Steinfels war Gutsherr auf dem gleichnamigen Landsassengut. Christoph, dessen Geburtsdaten nicht bekannt sind, studierte seit 1463 an der Universität Leipzig. Am 25. Juli 1472 wurde er zum ersten Rektor der neu gegründeten Universität Ingolstadt gewählt und 1476 als Ordinarius der Juristischen Fakultät erneut zum Rektor wiedergewählt. Das erste Universitätsmatrikel zeigt ihn und den bayerischen Herzog Ludwig den Reichen kniend vor einer Madonna.
1495 wurde Christoph Mendel von Steinfels Kanzler des Erzbistums Salzburg, wo er 1501 ein Bergbauunternehmen gründete, das Edelmetalle, die bei Gastein und Rauris gefördert wurden, nach Venedig exportierte.
Nach dem Tod des Chiemseer Bischofs Ludwig Ebmer ernannte der Salzburger Erzbischof Leonhard von Keutschach am 5. August 1502 Christoph Mendel von Steinfels zu dessen Nachfolger. Die päpstliche Bestätigung erfolgte am 18. Oktober 1502, die Bischofsweihe erst am 16. Juli 1503. Das Amt des Salzburger Kanzlers behielt er weiterhin.
Während seiner Amtszeit führte er mehrere Prozesse um die ihm zustehenden bischöflichen Rechte sowie andere Auseinandersetzungen. Nachdem er einen in St. Johann in Tirol wirkenden Geistlichen exkommunizierte, kam es zu einem Streit mit dem Propst von Herrenchiemsee. Der Streit wurde bis vor die Rota Romana gebracht und zugunsten des Propstes entschieden.
Christoph Mendel von Steinfels starb am 4. Mai 1508. Sein Leichnam wurde im Salzburger Dom beigesetzt.